# Her Own People
Her Own People er en amerikansk stumfilm fra 1917 af Scott Sidney.

## Medvirkende
- Lenore Ulric som Alona
- Colin Chase som Frank Colvin
- Howard Davies som John Kemp
- Adelaide Woods som Eleanor Dutton
- Jack Stark som Jimmie Pope